# 磁気圏シース

地球の磁気圏

磁気圏シース（Magnetosheath）は、磁気圏界面と惑星の磁気圏のバウショックとの間の領域である。

## 概要
惑星によって作り出される磁場は、太陽風との相互作用のため、磁気圏シースでは弱く、不規則になる。この領域の粒子の密度は、バウショックよりかなり低いが磁気圏界面よりも高く、遷移状態になっていると考えられる。
長い間、磁気圏シースは、バウショックと磁気圏界面の相互作用の単純な副生物であり、固有の重要な性質は持たないと誤解されていたため、科学的な調査はあまり行われてこなかった。しかし近年の研究では、磁気圏シースは荒れ狂うプラズマ流速のダイナミックな領域であり、バウショックや磁気圏界面の構造に重要な役割を果たし、この境界をエネルギー粒子が通過するのを助けていることが示唆された。
地球の磁気圏シースは、地球半径の10倍程度離れた位置から始まり、太陽風の圧力で内側に向かって広がっている。磁気圏シースの正確な位置や幅は、太陽変動等に依存する。